# Evelyn Arys
Evelyn Arys (Aalst, 21 luglio 1990) è un'ex ciclista su strada e pistard belga, campionessa belga in linea élite nel 2011 e campionessa europea in linea under-23 nel 2012.

## Palmarès

### Strada
- 2007 (Juniores)

Campionati belgi, Prova in linea Juniores
- 2008 (Juniores)

Beveren-Prosperpolder (criterium)
Campionati belgi, Prova a cronometro Juniores
- 2011 (Sengers LCT, una vittoria)

Campionati belgi, Prova in linea Elite
- 2012 (Kleo, una vittoria)

Campionati europei, Prova in linea Under-23

## Piazzamenti

### Competizioni mondiali
- Campionati del mondo su strada

Aguascalientes 2007 - In linea Juniores: 14ª
Città del Capo 2008 - Cronometro Juniores: 21ª
Città del Capo 2008 - In linea Juniores: 4ª
Copenaghen 2011 - In linea Elite: 116ª
Limburgo 2012 - In linea Elite: 76ª